# الملاك الثائر: جبران (مسلسل)
مسلسل الملاك الثائر مسلسل سوري لبناني مشترك، عُرض في عام 2007. من إخراج محمد فردوس أتاسي. يتناول قصَّة حياة الأديب والشاعر اللبناني المبدع جبران خليل جبران، ويروي سيرة حياته منذ ولادته في بلدة (بشرّي) اللبنانية عام 1883م، مرورًا بهجرته إلى الولايات المتحدة وإقامته في مدينة بوسطن الأمريكية أواخر القرن التاسع عشر، حتى وفاته في مدينة نيويورك عام 1931م.

## القصة
المسلسل يرصد حياة الأديب اللبناني جبران خليل جبران، المرحلة التي سبقت ولادة جبران، والبيئة والأسرة التي ولد ونشأ فيهما، وهجرته من لبنان إلى بوسطن مع والدته وأختيه ماريانا وسلطانة وأخيه بطرس، والمصاعب التي واجهته في صغره. ويتطرق العمل إلى قصة الحب الكبيرة التي جمعته بالأديبة مي زيادة والرسائل المتبادلة بينهما.

## الممثلون

#### من سوريا
- سوزان نجم الدين (والدة جبران)
- غسان مسعود
- صفاء سلطان
- ديمة قندلفت
- سامر المصري
- فارس الحلو
- جيهان عبد العظيم

#### من لبنان
- أحمد زين
- ميرنا مكرزل
- رشا تقي (مي زيادة)

#### شخصية جبران
يجسدها ثلاثة ممثلين لمراحلَ عمرية مختلفة من حياة جبران، هم: 
- زين حمدان
- علي السهلي
- شادي حدَّاد